# Ђурђевац (Фоча)
Ђурђевац је средњовјековни град у Републици Српској подигнут на неприступачном терену недалеко од Фоче. Град је припадао српској племићкој породици Косача. Помиње се у попису земаља херцега Стефана 1448. и 1454. године. У њему је боравио херцег Стефан 15. јануара 1451. године.

## Положај и одлике
Био је један од градова у утврђеном систему одбране босанске феудалне породице Косача, а у који су, осим њега, улазиле утврде Тођевац, Косман и Соко. Утврђење је подигнуто на највишој коти имало четвртасту кулу и мали четвероугаони обор, а испод овога према југу спољни пространији петоугаони обор. Град је био смјештен на западној прилазној страни утврђен бедемом на чијем крају се налазила четвртаста бедем кула, док је на југоистоку други изломљени бедем са двије правилне квадратне бедем куле. Тврђава Ђурђевац спада у снажнија утврдења југоисточне Босне. Имао је четири куле распоређене на важним тачкама, с високим бедемима и два обора. Ђурђевац је био добро утврђени град. Данас се налази је рушевном стању.